# 埃尔南·克雷斯波
埃尔南·克雷斯波（西班牙語：Hernán Crespo，1975年7月5日—），阿根廷已退役足球運動員，司职前锋，曾效力多間歐洲頂級球會，是世界足壇最佳阿根廷巨星之一。

## 生涯
克雷斯波出身於阿根廷勁旅之一的河床，曾效力過意甲的帕爾馬、拉素、國際米蘭等強隊。克雷斯波曾获意甲射手王，门前嗅觉灵敏，射门技术精湛，身体强壮且善於控球。
克雷斯波曾经创下世界转会费纪录（2000年拉齐奥以3500万欧元将其签下），并在拉齐奥和帕尔马两支意甲劲旅成长为世界顶级前锋，保持着较高的入球率和对球队进攻的贡献。克雷斯波在国家队由于「战神」的存在长期被压制，不过仍然以数次关键进球和高进球率证明了自己的价值。
克雷斯波在国际米兰亦保持了较高的进球率和富于观赏的进球风格。冠军杯攻入9球，因伤错过部分比赛。
有出色表現的克雷斯波於2003年以1,680萬英鎊從國際米蘭轉至有「藍戰士」之称的車路士队，但由於伤病等原因，无法佔据队内绝对主力的位置，但仍然屡有关键进球。穆里尼奥上任後，由于克雷斯波是前任主教练拉涅利签下的球员加之穆里尼奥更喜欢使用风格硬朗的作为正选前锋，克雷斯波被外借到AC米蘭，在2005年冠军杯决赛有精彩的表现，攻入两球，但米兰意外的被利物浦逆转。赛季结束后，克雷斯波重返切尔西，在英超仍未能發揮出进球率，被車路士租借到國際米蘭，为期两年合同。2008年7月3日約滿正式離開車路士。
2009年夏季，基斯普與國際米蘭的合約完結，轉會至熱拿亞。
2010年1月29日，冬季轉會市場裡，基斯普轉會至他成名的地方、闊別十年的舊東家帕爾馬。轉會費兩家球會都沒有具體透露。。
香港时间2010年12月5日，克雷斯波射进2球，帮助帕尔马2:1击败乌迪内斯，个人意甲进球突破150大关。。
2011年7月，克雷斯波和帕尔马续约1年。2012年2月2日在新聞發布會上克雷斯波宣布正式掛靴。他效力帕尔马6年為球隊射入94球，是隊史最佳射手。
2012年底，克雷斯波透露將成為足球教練。

## 榮耀、國家隊
另外，克雷斯波曾在1996年的亞特蘭大奧運會協助阿根廷奪取奧運男子足球銀牌，並於1999年協助帕爾馬贏得了意大利盃和歐洲足協盃雙料冠軍。2006年，他協助切尔西卫冕英超冠军，這也是他在欧洲踢球多年首个联賽冠军。
可惜之是，在2006年世界杯足球赛德國首都柏林對陣德國的八強戰淘汰賽時，、和於最後階段發動名車效應，將探戈軍團輾斃，間接引致阿根廷國家隊繼90意大利世界盃足球賽決賽後再度被德國淘汰出局，而其後德國亦負於意大利，成為繼智利和意大利後1962年以來第三個在本土取得季軍之東道主。

## 执教生涯
2014年7月，克雷斯波出任意甲帕尔玛足球俱乐部青年队主教练。
2015年7月至2016年3月，克雷斯波担任意乙摩德纳足球俱乐部主教练。
2018年12月，克雷斯波出任阿根廷班菲尔德竞技足球俱乐部主教练。
2021年1月，克雷斯波率领国防与司法夺得南美杯冠军。
2021年2月，克雷斯波出任圣保罗俱乐部主帅，唯在同年10月離職。

## 榮譽

### 球員
河床
- 阿根廷足球甲级联赛: 1993–94 Argentine Primera División（英语：1993–94 Argentine Primera División）, 1994–95 Argentine Primera División（英语：1994–95 Argentine Primera División）
- 南美解放者杯: 1996 Copa Libertadores Finals（英语：1996 Copa Libertadores Finals）

帕爾馬
- 意大利盃: 1998–99 Coppa Italia（英语：1998–99 Coppa Italia）
- 意大利超級盃: 1999 Supercoppa Italiana（英语：1999 Supercoppa Italiana）
- 欧足联欧洲联赛: 1998–99年歐洲足協盃

拉素
- Supercoppa Italiana: 2000 Supercoppa Italiana（英语：2000 Supercoppa Italiana）

AC米蘭
- Supercoppa Italiana: 2004 Supercoppa Italiana（英语：2004 Supercoppa Italiana）
- 欧洲冠军联赛 runner-up: 2005年欧洲冠军联赛决赛

車路士
- 英格兰足球超级联赛: 2005–06賽季英格蘭超級聯賽[13]
- 英格蘭社區盾: 2005 FA Community Shield（英语：2005 FA Community Shield）

國際米蘭
- 意大利足球甲级联赛: 2006年至2007年意大利足球甲级联赛, 2007年至2008年意大利足球甲级联赛, 2008年至2009年意大利足球甲級聯賽
- Supercoppa Italiana: 2006 Supercoppa Italiana（英语：2006 Supercoppa Italiana）, 2008 Supercoppa Italiana（英语：2008 Supercoppa Italiana）
- 意大利盃 runner-up:  2006–07 Coppa Italia（英语：2006–07 Coppa Italia）, 2007–08 Coppa Italia（英语：2007–08 Coppa Italia）

阿根廷
- 泛美運動會 Gold Medal: Football at the 1995 Pan American Games（英语：Football at the 1995 Pan American Games）
- 夏季奥林匹克运动会 Silver Medal: 1996年夏季奥林匹克运动会足球比赛

個人
- List of Argentine Primera División top scorers（英语：List of Argentine Primera División top scorers）: 1993–94 Argentine Primera División（英语：1993–94 Argentine Primera División）
- 夏季奥林匹克运动会足球比赛 Football at the 1996 Summer Olympics – Men's tournament#Top scorers（英语：Football at the 1996 Summer Olympics – Men's tournament#Top scorers）: Football at the 1996 Summer Olympics – Men's tournament（英语：Football at the 1996 Summer Olympics – Men's tournament） (shared)
- UEFA Cup Final Man of the Match: 1999 UEFA Cup Final（英语：1999 UEFA Cup Final）[14]
- 意大利盃 top scorer: 1998–99 Coppa Italia（英语：1998–99 Coppa Italia）, 2006–07 Coppa Italia（英语：2006–07 Coppa Italia） (shared)[15]
- Capocannoniere（英语：Capocannoniere）: 2000年至2001年意大利足球甲级联赛[16]
- 欧洲体育杂志联盟: 欧洲体育杂志联盟[17]
- FIFA 100[18]
- 國際足協世界盃 2006年國際足協世界盃: 2006年國際足協世界盃[19]
- 國際足協世界盃 2006年國際足協世界盃: 2006年國際足協世界盃[20]
- 國際職業足球員協會 nominee: 2005, 2006[21]

### 教練
Defensa y Justicia
- Copa Sudamericana: 2020

São Paulo
- Campeonato Paulista: 2021

Al-Duhail
- Qatar Stars League: 2022–23
- Qatari Stars Cup: 2022–23
- Qatar Cup: 2023

Al Ain
- AFC Champions League: 2023–24

個人
- Copa Sudamericana Manager of the Year: 2020
- Campeonato Paulista Manager of the Year:[22]2021